# دیوید کوبینو
دیوید کوبینو (انگلیسی: David Cobeño؛ زادهٔ ۶ آوریل ۱۹۸۲) بازیکن فوتبال اهل اسپانیا است.
از باشگاه‌هایی که در آن بازی کرده‌است می‌توان به باشگاه فوتبال رایو وایکانو، باشگاه فوتبال رئال مادرید، باشگاه فوتبال رئال مادرید کاستیا، باشگاه فوتبال آلمریا، باشگاه فوتبال پومفرادینا، و باشگاه فوتبال سویا اشاره کرد.